# شورش حوثی‌ها
شورش حوثی‌ها، که با عنوان خیزش حوثی‌ها، جنگ صعده یا درگیری صعده نیز شناخته می‌شود، یک شورش نظامی بود که حوثی‌های شیعه زیدی را درگیر کرد (اگرچه این جنبش شامل سنی‌ها علیه ارتش یمن نیز می‌شود که از شمال یمن آغاز شد و از آن زمان به یک جنگ داخلی تمام عیار تبدیل شده است). این درگیری در سال ۲۰۰۴، به دلیل تلاش دولت برای دستگیری حسین حوثی، از رهبران مذهبی زیدی حوثی‌ها و یک نماینده سابق پارلمان که دولت برای سر او، ۵۵۰۰۰ دلار جایزه تعیین کرده بود، آغاز شد.
دولت یمن، شیعیان را به تلاش برای بنیانگذاری حکومت شیعه متهم می‌کند و از طرف دیگر شیعیان دولت یمن را به تبعیض نژادی و سرکوب شیعیان متهم می‌کنند. همچنین دولت یمن ایران را به تأمین هزینه‌های نبرد برای شیعیان متهم کرده است.

## پیش‌زمینه
علاوه بر اختلافات سیاسی و اقتصادی و تمایل به خودگردانی برخی مسائل دینی نیز در این شورش دخالت داشته است.
شیعیان پیرامون ۴۰٪ باشندگان (پیرامون ۱۰ میلیون نفر) یمن هستند که اکثراً آن‌ها زیدی و اقلیتی نیز اسماعیلی و دوازده‌امامی هستند. پس از یکی‌شدن یمن شمالی و یمن جنوبی در سال ۱۹۹۰ زمامداری دردست سنیها قرار گرفت. همزمان سیاست‌های شیعه‌گرایانه ایران و وهابیگرایانه عربستان در خاورمیانه شکاف بین این دو گروه قومی را در این کشور افزایش داده است.

## درگیری‌های پیش از سال ۱۳۸۳
دولت یمن حسین حوثی را متهم ساخت که گروهی به‌نام شباب‌المومنین را که سیاست‌های خاورمیانه‌ای ایران را در یمن دنبال می‌کنند، ساماندهی می‌کند.

## سال ۱۳۸۳
در تابستان ۲۰۰۴، ارتش یمن، یورش گسترده‌ای را به مواضع شیعیان به ویژه در استان صعده آغاز کرد. دلیل آغاز این درگیری‌ها جبهه‌گیری‌های حسین حوثی، رهبر آن هنگام شیعیان یمن بود. دولت پیش از این پاداشی ۵۵۰۰۰ دلاری برای دستگیری وی مژده داده‌بود. با آغاز یورش، پس از ۳ ماه نزدیکان حسین حوثی از کشته‌شدن وی به همراه چندی از نزدیکانش در بمباران جنگنده‌های ارتش خبر دادند. در این درگیری‌ها ۵۰۰ تا ۱۰۰۰ تن جان باختند.

## سال ۱۳۸۴
مبارزان شیعه، پس از کشته‌شدن رهبرشان، به یادبود وی نام حوثی‌ها را برخود نهاده و آغاز به سامان‌دهی خویش نمودند. رهبری این گروه را عبدالملک حوثی و یحیی حوثی برادران رهبر جان‌باخته بدست گرفتند. در گام نخست، ایشان در نامه‌ای به علی عبدالله صالح رئیس‌جمهور یمن خواستار پایان سرکوب‌ها و برابری شیعیان با اهل‌سنت شدند و در مورد افزایش شکاف نژادی دراین کشور، هشدار دادند.
در بهار این سال، دور تازه‌ای از درگیری‌ها آغاز شد و در آن پیرامون ۱۵۰۰ تن از حوثی‌ها کشته شدند. در اردیبهشت، رئیس‌جمهور یمن به حوثی‌ها پیشنهاد عفو از سوی دولت را در قبال پایان درگیری‌ها داد ولی این پیشنهاد به دلیل نپذیرفتن درخواست‌های مبارزان، از سوی ایشان رد شد. پس از آن دولت آماری را که اشاره به ۵۲۲ کشته، ۲۷۰۸ زخمی، و ۲۷۰ میلیون دلار داشت را گزارش کرد.

## سال ۱۳۸۵
در بهار این سال، دولت ۶۰۰ تن از حوثی‌ها را آزاد کرد.
در بهمن این سال، حوثی‌ها در یک درگیری که ۶ کشته و ۲۰ زخمی در پی داشت، بر یک پایگاه دولتی چیرگی یافتند. پس از آن درگیری‌های پراکنده‌ای در استان صعده رخ‌داد که پیامد آن ۳ کشته از مبارزان (تأیید نشده از سوی مبارزان) و ۱۶ کشته و ۳۰ زخمی از سوی ارتش یمن بود. در پی این رخداد، دولت مبارزه گسترده‌ای را با ۳۰۰۰۰ ارتشی آغاز نمود که در ۲ هفته ۲۰۰ کشته از ارتش و ۲۶۰ کشته از سوی حوثی‌ها بجا گذاشت.

## سال ۱۳۸۶
در ۲۶ خرداد این سال، پیمان آتش‌بسی بین دو گروه با میانجیگری قطر بسته شد. دولت یمن قرارگذاشت مبارزان را آزاد کرده، مناطق جنگی را بازسازی، و با کمک کمیساریای پناهندگاه سازمان ملل آوارگان را سامان‌دهی کند.

## سال ۱۳۸۷
در ۱۰ اردیبهشت این سال، در پی یورش نیروهای ارتش به یک کمین‌گاه حوثی‌ها که ۶ کشته و ۲۰ زخمی بدنبال داشت، دور تازه‌ای از درگیری‌ها آغاز شد. ۳ روز پس از آن، انفجار بمبی در یک مسجد پس از نماز جمعه، شمار زیادی کشته و زخمی بر جاگذاشت. دولت انگشت اتهام را به سوی مبارزان حوثی گرفت اما آنان این اتهام را رد کردند و آن را دروغ و فریب افکارعمومی توسط دولت برای سرکوبی و فشار بیشتر به شیعیان دانستند. در کشمکش‌های این بمب‌گذاری، ۳ سرباز و ۴ تن از مبارزان جان باختند.
کمیساریای پناهندگاه سازمان ملل در گزارشی در بهار این سال، پیش‌بینی کرد در پی درگیری‌ها از سال ۲۰۰۴ تا ۲۰۰۸، ۷۷۰۰۰ نفر بی‌خانمان گشته‌اند.

## سال ۱۳۸۸
از ۱۱ اوت ۲۰۰۹، درگیری‌ها بالا گرفت و موجب بروز ششمین جنگ (عملیات زمین سوخته) میان دوطرف گردید. این درگیری به خاک عربستان سعودی هم کشیده شد و سبب شد ارتش عربستان به مواضع این گروه حمله کند. دراین درگیری‌ها دولت یمن و مداخله برخی کشورها (عربستان و آمریکا) در یک طرف و حوثی‌ها در طرف دیگر بودند. این درگیری‌ها در ۱۲ فوریه ۲۰۱۰ با فرونشستن ناآرامی‌ها و تمایل دوطرف برای مذاکره پایان یافت.
برخی از ناظران بر این باورند که این جنگ، در واقع جنگی میان ایران و عربستان سعودی است.